# 小林幸雄 (北海道テレビ放送)
小林 幸雄（こばやし ゆきお、1921年1月1日 - 2012年6月11日）は、日本の経営者。北海道テレビ放送社長を務めた。東京都出身。

## 経歴
1944年に慶應義塾大学法学部法律学科を卒業し、海軍主計中尉を経て、1946年1月に朝日新聞社に入社。1970年5月に北海道テレビ放送取締役に就任し、1981年3月には社長に昇格。1983年3月に顧問に就任。
2012年6月11日肺機能不全のために死去。91歳没。